# Ayka
Ayka (rus: Айка) és el nom d'una pel·lícula russa-kazak dirigida per Serguei Dvortsevoi, coautor del guió amb Guennadi Ostrovski i estrenada el 2018. Va ser protagonitzada per Samal Eslämova com Ayka i Polina Severnaia. Narra la història d'una jove immigrant que arriba a la ciutat de Moscou en males condicions i embarassada, això li portarà a prendre una forta decisió en la seva vida per a tirar endavant encara que després hagi de penedir-se. S'ha doblat i subtitulat al català.
La pel·lícula va competir pel Palma d'Or al Festival de Canes. En la secció del festival, el jurat va escollir Samal Iesliamova per a obtenir el premi a "Millor Interpretació Femenina".
A més, la pel·lícula va ser seleccionada per a representar al Kazakhstan en el lliurament dels Premis Oscar de 2019, encara que no va ser nominada.

## Sinopsi
Ayka és una noia kirguís que acaba de donar a llum, però no pot permetre's tenir un fill. És il·legal a Moscou, no té treball i ha de pagar massa deutes. Després de donar a llum al seu fill, el deixa a l'hospital i comença una angoixant cerca per a pagar els seus deutes i intentar treure a flotació la seva vida.

## Repartiment
- Samal Eslämova com Ayka.
- Polina Severnaia com a administrador de l'hospital.
- Andrei Koliadov com Victor.

## Història de la creació i la filmació
L'autor del guió i director Serguei Dvortsevoi, un nadiu del Kazakhstan que viu a Rússia, estava interessat en el tema de la vida dels migrants a Rússia, i especialment en el problema de la maternitat. En un dels articles, va llegir que més de 240 nens migrants van ser deixats en hospitals de maternitat a Rússia. Coneixent la mentalitat de les dones asiàtiques que estimen als nens i sense molt bones raons, no estan abandonades, i van decidir estudiar la situació i entendre què les impulsa a fer-ho. A través dels seus amics en les diàspores kirguís i uzbeka, va conèixer a persones les històries reals de les quals eren la base de la pel·lícula. La trama es basa parcialment en històries reals, mentre que, segons el director, "no hem mostrat tot", "la vida és pitjor". El treball en la pel·lícula es va dur a terme durant 6 anys, actors no professionals d'entre els mateixos migrants van participar en la filmació dels episodis. Segons ell, són extremadament poc inclinats a mostrar les seves llars. Es va preparar un episodi amb pollastres plomats en una de les empreses amb seu a Moscou, els empleats de la qual, "pinces", van mostrar el procés i van ensenyar als actors a arrencar cadàvers.

## Premis i nominacions
| Premi                                     | Data                | Categoria         | Receptor(s)                               | Resultat  | Ref(s)       |
| ----------------------------------------- | ------------------- | ----------------- | ----------------------------------------- | --------- | ------------ |
| Festival Internacional de Cinema de Canes | 19 de maig de 2018  | Palma d'Or        | Serguei Dvortsevoi                        | Nominat   | [ 5 ]        |
| Festival Internacional de Cinema de Canes | 19 de maig de 2018  | Millor actriu     | Samal Eslämova                            | Guanyador | [ 6 ]        |
| Asian Film Awards                         | 17 de març de 2019  | Millor actriu     | Samal Eslämova                            | Guanyador | [ 7 ]        |
| Guilda Russa de Crítics de Cinema         | 22 de gener de 2020 | Millor pel·lícula | Serguei Dvortsevoi                        | Nominat   | [ 8 ]        |
| Guilda Russa de Crítics de Cinema         | 22 de gener de 2020 | Millor director   | Serguei Dvortsevoi                        | Nominat   | [ 8 ]        |
| Guilda Russa de Crítics de Cinema         | 22 de gener de 2020 | Millor actriu     | Samal Eslämova                            | Nominat   | [ 8 ]        |
| Guilda Russa de Crítics de Cinema         | 22 de gener de 2020 | Millor fotografia | Jolanta Dylewska                          | Nominat   | [ 8 ]        |
| Premi Nika                                | 25 d'abril de 2021  | Best Film         | Serguei Dvortsevoi                        | Nominat   | [ 9 ] [ 10 ] |
| Premi Nika                                | 25 d'abril de 2021  | Millor director   | Serguei Dvortsevoi                        | Nominat   | [ 9 ] [ 10 ] |
| Premi Nika                                | 25 d'abril de 2021  | Millor actriu     | Samal Eslämova                            | Guanyador | [ 9 ] [ 10 ] |
| Premi Nika                                | 25 d'abril de 2021  | Millor guió       | - Serguei Dvortsevoi - Guennadi Ostrovski | Nominat   | [ 9 ] [ 10 ] |
| Premi Nika                                | 25 d'abril de 2021  | Millor muntatge   | Petar Markovic                            | Guanyador | [ 9 ] [ 10 ] |